# Черч, Эллен
Эллен Черч (англ. Ellen Church; 22 сентября 1904 года, Креско, Айова, США — 22 августа 1965 года, Терре-Хот, Индиана, США) — предположительно, первая в мире стюардесса.

## Биография
Окончив курсы медсестёр, Черч работала в больнице в Сан-Франциско и в частном порядке брала уроки управления самолётом. В 1929 году предложила свои услуги авиакомпании «Boeing Air Transit» (ныне — United Airlines).
Менеджеры компании, как раз в это время собиравшиеся, по примеру германских авиаперевозчиков, ввести должность стюарда на пассажирских рейсах, решили, что стюарды-женщины были бы удачным пропагандистским ходом: присутствие в самолёте молодых девушек, не боящихся всё время летать, успокаивало бы и пассажиров, и их родственников на земле. К тому же навыки медсестры могли пригодиться в полёте, особенно если учесть, что на тогдашних низко летящих самолётах сильно трясло и качало, и многие пассажиры чувствовали себя не слишком хорошо.
Эллен Черч было предложено набрать группу из семи медсестёр не старше 25 лет и не тяжелее 52 кг (около 115 фунтов), готовых стать стюардессами за приличную по тогдашним меркам плату 125 долларов в месяц.
После нескольких месяцев подготовки стюардессы приступили к полётам — и первый полёт в этой группе совершила сама Черч 15 мая 1930 года, рейс Окленд/Сан-Франциско—Чикаго с 13 остановками и 14 пассажирами, на самолёте Boeing 80A. Появление стюардесс действительно способствовало популяризации пассажирской авиации.
Во время Второй мировой войны Эллен Черч служила медсестрой на медицинском самолёте, вывозившем раненых солдат из Северной Африки и Италии, а затем в санитарном поезде во Франции. Была награждена рядом медалей.
Аэродром Черч Креско в родном городе Креско назван в её честь.